# Högland (Kimitoön)
Högland est une île de l'archipel finlandais à Kimitoön en Finlande.

## Géographie
Högland est située à environ 39 kilomètres au sud de Turku.
La superficie de Högland est de 27,7 hectares et sa plus grande longueur est de 1 kilomètre dans le sens nord-sud et l'ile l'île culmine à 41 mètres d'altitude,.
Högland fait partie du parc national de l'archipel.
L'île de Högland est l'un des endroits les plus élevés de l'archipel finlandais.
Un sentier de randonnée, long de 200 mètres, fait le tour de la cour de l'ancienne ferme, et un sentier de randonnée, long de 1 100 mètres, traverse la tour d'observation au sommet de la falaise, d'où la vue est imprenable. 
La tour d'observation actuelle a été construite en 1993.